# Willi Hönekopp
Wilhelm Hönekopp (* 12. März 1907 in Bonn; † 15. November 1993 in Bubenreuth) war ein deutscher Malermeister und Kommunalpolitiker.

## Leben
Hönekopp legte die Gesellen- und die Meisterprüfung im Malerhandwerk ab. Danach besuchte er die Kunstgewerbeschule. 1936 übernahm er in Erlangen ein Malergeschäft mit Atelier, das auf repräsentative Wandmalerei spezialisiert war. Während des Zweiten Weltkriegs geriet er in amerikanische Gefangenschaft. Nach Rückkehr baute er sein Geschäft wieder auf und war auch als Fachlehrer an der Erlanger Berufsschule tätig.
Als Abgeordneter der CSU gehörte er von 1946 bis 1948 dem Stadtrat von Erlangen an. Von 1948 bis 1952 war er Landrat des Landkreises Erlangen und fungierte gleichzeitig als CSU-Kreisvorsitzender.
Auf seine Initiative geht die Ansiedlung der aus dem Sudetenland vertriebenen Schönbacher Geigenbauer in Bubenreuth zurück. In der so genannten Geigenbauersiedlung wurden etwa 500 Wohnungen errichtet.

## Ehrungen
- 1958: Verdienstkreuz am Bande der Bundesrepublik Deutschland
- 1974: Ehrenbürger von Bubenreuth
- 2009: Benennung der Willi-Hönekopp-Straße in Bubenreuth